# Jose Paala Salazar
Jose Paala Salazar OP (ur. 13 marca 1937 w Manili, zm. 29 maja 2004) – filipiński duchowny katolicki, biskup pomocniczy Lipy w latach 2003-2004.

## Życiorys
Wstąpił do zakonu dominikanów i w nim 15 czerwca 1960 złożył śluby wieczyste, zaś święcenia kapłańskie przyjął 9 maja 1968. Po roku pracy duszpasterskiej został profesorem uniwersytetu w Legazpi, zaś 3 lata później rozpoczął pracę w szkole w Manaoag. Od 1975 pracował jako proboszcz w dominikańskich parafiach.
25 kwietnia 1996 papież Jan Paweł II mianował go prałatem terytorialnym Batanes i Wysp Babuyan. Sakry biskupiej udzielił mu 7 czerwca tegoż roku kard. Jaime Sin.
23 listopada 2002 został mianowany biskupem pomocniczym Butuan oraz biskupem tytularnym Hippo Diarrhytus.  11 czerwca 2003 otrzymał nominację na biskupa pomocniczego Lipy.
Zmarł 29 maja 2004.